# 陳明韶
陳明韶為台灣1970年代末期知名校園民歌手。校園民歌「金韻獎」首屆冠軍歌手，成長於新竹光明新村。

## 略歷
陳明韶自新竹女中畢業後，考上臺灣省立海洋學院（現國立台灣海洋大學）海洋學系，大學時期為短跑及籃球運動健將並參加合唱團，加入吉他社。
1977年大學二年級暑期時，新格唱片公司舉辦第一屆金韻獎歌曲歌唱賽，陳明韶在抱著一試的心情下參賽，竟擊敗千人而贏得演唱組的冠軍。評審張繼高給她的評語是：「陳明韶的嗓音十分富有感性，是一種奇特的表現」。
後來自臺灣省立海洋學院（現國立台灣海洋大學）海洋學系畢業後，在新竹工研院從事做系統分析設計等硬體方面之工作。1984年隨軍職退伍之夫婿移民美國奧勒岡州定居，自此淡出歌壇，從事電腦及半導體設備相關行業。2003年1月退休，現居美國舊金山灣區育有兩子，從事基督教宣教及公益服務。
代表曲目有《風!告訴我》（1978年《傘下的世界》專輯）、《讓我們看雲去》（1979年《陳明韶的歌》專輯）、《浮雲遊子》（1980年《浮雲遊子》專輯）等。

## 合輯單曲
- 《情深無邊》（《金韻獎紀念專輯》）
- 《陽光的地方》（《金韻獎7》）
- 《故鄉．回響》（《金韻獎7》）

## 專輯大碟
| 發行日期                             | 專輯名稱                  | 曲目 |
| ------------------------------------ | ------------------------- | --- |
| 1978年新格（2007：滾石唱片數位化CD） | 《傘下的世界》            | 曲目 1. 風告訴我 2. 山與雲 3. Where Have All The Flowers Gone 4. 如果 5. 一份遙遠的想念 6. 盼望 7. 我送你一首小詩 8. 給我一片白雲 9. Over And Over 10. 問 11. 六月茉莉 12. 誰來海邊                                                                                               |
| 1979年新格（2007：滾石唱片數位化CD） | 《陳明韶的歌》            | 曲目 1. 讓我們看雲去 2. 秋風舞葉 3. 瓶中信 4. 二月的憂鬱 5. 看見一朵野薑花 6. 獨思 7. 下雨天的周末 8. 濶別 9. 曾經 10. 長夜漫漫 11. 小辰星 12. 暫別 |
| 1980年新格（2006：滾石唱片數位化CD） | 《浮雲遊子》              | 曲目 1. 浮雲遊子 2. 老人與海 3. 龍龍的笑 4. 我思我盼 5. 桂香飄來的路上 6. 輕問 7. 偶遇的女孩 8. 小木船 9. 你愛聽的一首歌 10. 秋旅 11. 惜 12. 落潮 |
| 1998滾石唱片                         | 《重逢 陳明韶民歌精選輯》 | 曲目 1. 風告訴我 2. 浮雲遊子 3. 讓我們看雲去 4. 下雨天的週末 5. 我送你一首小詩 6. 瓶中信 7. 問 8. 六月茉莉 9. 老人與海 10. 龍龍的笑 11. 桂香飄來的路上 12. 給我一片白雲 13. 我思我盼 14. 偶遇的女孩 15. 小木船 16. 你愛聽的一首歌 17. 秋旅 18. 看見一朵野薑花 19. 闊別 20. 小辰星 |

## 參與演出
- 1979???? 「草坪演唱會」，台北榮星花園。【資料來源：唱自己的歌 這一代的歌〈夏天的歌〉照片】
- 19790531 「中國歌謠之夜」，台北國父紀念館。演唱西湖春、讚美、四季歌。【資料來源：唱自己的歌 這一代的歌〈夏天的歌〉】
- 19791125「現代民歌演唱會-籌募越南海上難民基金，唱自己的歌」，華南商職大禮堂。與王夢麟包美聖吳楚楚穆艾卿趙樹海一同參與。【資料來源：穆艾卿】
- 19800108 「我們的歌」，台北國父紀念館。與妹妹陳明心一同參與。【資料來源：19800107/聯合報/09版/綜藝】
- 19800115 「八○年代民歌演唱會」，台北國父紀念館。【資料來源：19800107/聯合報/09版/綜藝】
- ???? 「中國現代民歌展」。表演曲目：風告訴我、我送你一首小詩、夕陽下。【資料來源：中國現代民歌展　節目單】
- 1982 民風樂府民歌演唱會，美國。與吳楚楚葉佳修齊豫邰肇玫蔡琴蘇來一同參與。【資料來源：20051112 大紀元】
- 20030727 『「走入你我的回憶，迎向他們的未來」校園民歌慈善籌款演唱會』，聖他克拉會議中心劇院。表演曲目：讓我們看雲去、風告訴我。【資料來源：20030607 星島日報】
- 20040917~0918 「好民歌」，台北中山堂。表演曲目：誰來海邊、風告訴我、讓我們看雲去。大合唱：那年我們十九歲。
- 20041221 「金山灣區媽媽教室十周年慶祝會暨全方位3Q女性媽媽教室纖足走十年特輯發表會」，南灣華僑文教服務中心。與妹妹陳明心共同參與表演。
- 2005 「民歌三十永遠的未央歌演唱會」，台北國父紀念館。表演曲目：風告訴我。（大合唱）讓我們看雲去、小草、奔放奔放。
- 20051113「愛之頌慈善募款演唱會」，美國華府。

- 20051119 「民歌嘉年華會－永遠的未央歌」，紐約市林肯中心。表演曲目：浮雲遊子、下雨天的周末、風告訴我。大合唱：奔放奔放、讓我們看雲去、小草。
- 20070513 「華府臺灣同鄉聯誼會慶祝母親節晚會」。表演曲目：讓我們看雲去。
- 20070630~0714 「2007民歌高峰：民歌高峰再相會」，0630 台中中山堂 0706新竹 0714台北國際會議中心。表演曲目：風告訴我、浮雲遊子+讓我們看雲去組曲、我送你一首小詩。（點歌）下雨天的週末。大合唱：歌聲滿行囊、長空下的獨白、雨中的故事、微風往事、小雨中的回憶、野百合也有春天。（新竹場，全體祝施孝榮生日）當你生日。
- 20071027 「華美半導體協會年會」，美國聖他克拉拉市會議中心。與妹妹陳明心陳明荃共同參與表演。
- 20090823~1003 「2009中華之愛名揚四海演唱會」，0823（台北國父紀念館） 0913（加拿大渥太華）1003（理查蒙哥馬利高中）。表演曲目：風告訴我、下雨天的周末、浮雲遊子。
- 20091009~11「慶祝中華民國98年國慶暨賑災晚會」，1009紐約皇后大學劇院，1011新澤西州Montville市。
- 20110909~0918 「TOYOTA經典饗宴-2011民歌高峰會」，0909 新竹市立演藝廳 0910 桃園縣展演中心 0911 台北國際會議中心 0916 台中市中興大學惠蓀堂 0917 台南市立文化中心演藝廳，0918 高雄市文化中心至德堂。表演曲目：讓我們看雲去、風告訴我。
- 20120505~0506 「慈暉情溫馨夜母親節晚會」，0505 美國洛杉磯，0506 美國聖地牙哥 。表演曲目：浮雲遊子、風告訴我、下雨天的周末、讓我們看雲去。
- 20150605~0607 「民歌40唱會-再唱一段思想起」，0605台北小巨蛋 0606台北小巨蛋 0607高雄巨蛋。表演曲目：開場大合唱小草。（與蘇來合唱）浮雲遊子、（與小娟&山谷裡的居民）風告訴我、下雨天的周末。結尾大合唱民歌手。
- 20160514~0521 「2016民歌高峰：2016民歌41高峰會」，0514高雄巨蛋 0515台北小巨蛋 0521台中。表演曲目：風告訴我、（台中場點歌）下雨天的周末。（與王海玲）我送你一首小詩、忘了我是誰。（大合唱）讓我們看雲去、如果、木棉道、愛情、何年何月再相逢、奔放奔放、閃亮的日子。
- 20161119 「民歌40唱會-再唱一段思想起深圳站」，中國深圳。表演曲目：風告訴我、浮雲遊子、下雨天的周末。（大合唱）讓我們看雲去。
- 2017 「2017民歌高峰：2017民歌42高峰會」。表演曲目：下雨天的周末、讓我們看雲去。（與楊耀東合唱）瓶中信、山裡來的女孩。（台北場點歌）風告訴我；（大合唱）微風往事、浮雲遊子、木棉道、西風的話、漁唱、陽光和小雨、拜訪春天、閃亮的日子。
- 20180303 「2018民歌高峰：2018民歌43高峰會」，台北小巨蛋。表演曲目：風告訴我+小茉莉組曲。（點歌時間）下雨天的周末。（與邰肇玫、于台煙合唱）光陰的故事、秋蟬。

## 參加電視節目
- 19800102，台視「藍白對抗」，侯麗芳擔任節目主持人。演唱者有丁曉慧、王孟麗、余天、侯麗芳、張琍敏、葉明德、周雅芳、萬沙浪、陳盈潔、崔愛蓮、慕情、銀霞、王夢麟、包美聖、徐瑋、陳明韶與陳明心（陳明韶的妹妹）、黃大城、李健復、吳楚楚、王海玲、邰肇玫、施碧梧等。【19800102/民生報/09版/第九版】
- 200707 「麻辣天后宮 民歌巨星大集合」，參與者：施孝榮、潘越雲、王夢麟、陳明韶、楊芳儀、徐曉菁
- 20110913 「幸福相談所： 那一年爸媽聽的民歌」。參與者：陳明韶、楊芳儀、徐曉菁、葉佳修。
- 20120902 「生活在灣區」，由妹妹陳明荃訪問。

## 廣播有聲書受訪
- 20161227 「牽手之聲廣播電台 姚南曲」，接受小南方訪問。
- 20201028 「李建復陪你-唱讀校園民歌-上」，愛播聽書FM有聲書，接受李建復訪談。
- 20201028 「李建復帶你重返我的民歌年代」，愛播聽書FM有聲書，接受李建復訪談。

## 書刊新聞報導
- 喜歡激烈運動的──陳明韶。資料來源：皇冠雜誌社　唱自己的歌，陶曉清主編，1979（民68）年七月初版。
- 人纖細　歌也纖細 陳明韶抒情歌曲令人迷。記者　侯惠芳　報導。
- 首屆金韻獎冠軍　異鄉聽到民歌　陳明韶感動落淚。20070713 東森新聞 記者呂學善、鍾武正　報導。
- 陳明韶重現好民歌！[永久]